# Unione Sportiva Salernitana 1919 2018-2019
Questa voce raccoglie le informazioni riguardanti la Unione Sportiva Salernitana 1919 nelle competizioni ufficiali della stagione 2018-2019.

## Stagione
Dopo il dodicesimo posto della scorsa stagione, la società è chiamata a fare una squadra di vertice, in onore del centenario.
Stefano Colantuono viene confermato e in squadra arrivano giocatori come il portiere Alessandro Micai dal Bari; i difensori Romano Perticone dal Cesena, Marco Migliorini dall'Avellino, Gigliotti dall'Ascoli; a centrocampo arrivano dalla Lazio, Di Gennaro e i due Anderson: Djavan e Andrè, Castiglia e Altobelli (quest'ultimo girato in prestito alla Ternana in Lega Pro) dalla Pro Vercelli, l'esperto Bellomo (ex Torino) dalla Sambenedettese, Di Tacchio dall'Avellino, Andrea Mazzarani dal Catania e Palumbo in prestito dalla Sampdoria; in attacco invece arriva Lamin Jallow dal Cesena e l'esperto Milan Djuric dal Bristol City.
La squadra parte bene le prime tre giornate ottenendo 5 punti in tre partite (pareggiando con Palermo 0-0 e Lecce 2-2, vincendo in casa 3-0 col Padova). Alla quarta giornata arriva la prima sconfitta pesante nel derby col Benevento per 4-0.
Dopo la batosta di Benevento, i granata ottengono 6 risultati utili consecutivi, vincendo contro Verona, Perugia e Livorno e pareggiando contro Ascoli, Cremonese e Crotone portando la squadra al terzo posto con 17 punti in 10 partite.
Dopo la sconfitta di Venezia e la vittoria con lo Spezia, la squadra chiude al quarto posto prima del turno di riposo.
A dicembre la Salernitana incappa con 3 sconfitte consecutive avvenute con Cittadella, Brescia e Carpi (ultimo in classifica), con ciò la squadra scivola fuori dalla zona play-off finendo undicesima. Il 17 dicembre Colantuono si dimette in seguito all'ammutinamento della squadra e per problemi familiari.
Al suo posto ritorna Gregucci, per la terza volta nella sua carriera. Esordisce con la vittoria per 1-0 contro il Foggia, per poi pareggiare 0-0 a Cosenza e perdere in rimonta 2-4 in casa col Pescara; chiudendo il girone d'andata al decimo posto a 2 punti dai play-off.
Nel mercato di riparazione, vengono ceduti Vitale al Verona, Bocalon al Venezia, Bellomo alla Reggina, Castiglia alla Ternana e Casasola alla Lazio a fine stagione.
Arrivano a Salerno, l'attaccante esperto Calaiò, Walter López dalla Ternana e il ritorno di Joseph Minala a centrocampo, rendendo il mercato di riparazione deludente.
La squadra parte bene vincendo 1-2 in casa della capolista Palermo ma poi perde in casa col Lecce e pareggia a Padova. Perde per la seconda volta il derby col Benevento per 1-0 per via di un errore del portiere Micai. Nonostante ciò, i granata rimangono aggrappati alla zona play off, con le vittorie di Ascoli (2-4 al Del Duca) e Cremonese (2-0 all'Arechi), di mezzo solo la sconfitta di misura contro il Verona. Si arriva allo scontro diretto contro il Perugia per l'accesso ai play-off, ma vengono sconfitti 3-1 al Curi. Dopo la seconda sconfitta consecutiva in casa col Crotone per 2-0, il clima comincia a peggiorare, con cori contro la società e alla squadra per lo scarso impegno. Arrivano anche le critiche del presidente della Regione, Vincenzo De Luca (ex sindaco di Salerno), ritenendo la gestione di Lotito a Salerno come attività residuale, non manca la risposta del patron della Lazio con: "ringraziasse il cielo che sta in Serie B".
Con un clima ormai degenerato, la tifoseria diserta le partite ed arrivano ulteriori sconfitte come quella di Livorno (1-0 al Picchi). Pareggia col Venezia 1-1 grazie al primo gol di Milan Djuric, poi perde fuori casa con lo Spezia nei minuti finali e vince 4-2 con il Cittadella grazie a una tripletta di Djuric. La squadra scivola nella zona rossa della classifica dopo 3 sconfitte consecutive: la prima contro la capolista Brescia, successivamente ottiene la peggior sconfitta in Serie B perdendo 2-5 in casa col Carpi (ormai retrocesso) e nello scontro diretto con il Foggia per 3-1 allo Zaccheria. In seguito alla sconfitta in casa contro il Cosenza alla penultima giornata nei minuti finali, Gregucci viene esonerato dopo aver ottenuto nel girone di ritorno 12 punti in 18 partite .
Come sostituto arriva Leonardo Menichini, terza esperienza a Salerno, richiamato a salvare la squadra dall'incubo della retrocessione, esordisce all'ultima giornata con la sconfitta per 2-0 a Pescara, la Salernitana ottiene un risultato negativo con 5 sconfitte consecutive, dato che non si vedeva dalla stagione 2009/2010.
La squadra è costretta a disputare i play-out col Venezia a distanza di 3 anni dall'ultima volta. All'andata i granata vincono 2-1 all'Arechi, al ritorno al Penzo finisce 1-0 in favore dei veneziani, ma per via dei pari punti in classifica vengono disputati i calci di rigore, dove i campani escono vincitori per 2-4 grazie al rigore decisivo di Di Tacchio e gli errori di Bentivoglio e Coppolaro.
La Salernitana vince per la seconda volta uno spareggio play-out, salvando una stagione fallimentare, partita con l'obiettivo dei play-off.

## Divise e sponsor
Lo sponsor tecnico per la stagione 2018-2019 è Givova mentre lo sponsor ufficiale è Sèleco. Due nuovi sponsor istituzionali unici per tutta la Serie B: Unibet come Top Sponsor posteriore e "Facile ristrutturare" sulla manica sinistra come patch.
| Casa | Trasferta | Terza divisa |

## Rosa
| N. |                                 | Ruolo | Calciatore                   |
| -- | ------------------------------- | ----- | ---------------------------- |
| 1  | Italia (bandiera)               | P     | Gianmarco Vannucchi          |
| 2  | Italia (bandiera)               | D     | Raffaele Pucino              |
| 3  | Italia (bandiera)               | D     | Luigi Vitale                 |
| 4  | Italia (bandiera)               | D     | Alessandro Bernardini        |
| 5  | Italia (bandiera)               | D     | Valerio Mantovani            |
| 6  | Ghana (bandiera)                | C     | Moses Odjer                  |
| 7  | Paesi Bassi (bandiera)          | D     | Djavan Anderson              |
| 8  | Italia (bandiera)               | C     | Davide Di Gennaro            |
| 9  | Argentina (bandiera)            | A     | Agustín Vuletich             |
| 10 | Italia (bandiera)               | C     | Alessandro Rosina (capitano) |
| 11 | Bosnia ed Erzegovina (bandiera) | A     | Milan Đurić                  |
| 12 | Italia (bandiera)               | P     | Alessandro Micai             |
| 13 | Francia (bandiera)              | D     | Guillaume Gigliotti          |
| 14 | Italia (bandiera)               | C     | Francesco Di Tacchio         |
| 15 | Argentina (bandiera)            | D     | Tiago Casasola               |
| 16 | Italia (bandiera)               | C     | Nicola Bellomo               |
| 17 | Camerun (bandiera)              | C     | Joseph Minala                |

| N. |                           | Ruolo | Calciatore             |
| -- | ------------------------- | ----- | ---------------------- |
| 18 | Costa d'Avorio (bandiera) | C     | Jean-Daniel Akpa-Akpro |
| 19 | Italia (bandiera)         | A     | Emanuele Calaiò        |
| 20 | Italia (bandiera)         | C     | Antonio Palumbo        |
| 20 | Albania (bandiera)        | D     | Hysen Memolla          |
| 21 | Italia (bandiera)         | D     | Raffaele Schiavi       |
| 22 | Italia (bandiera)         | P     | Stefano Russo          |
| 23 | Italia (bandiera)         | C     | Luca Castiglia         |
| 23 | Italia (bandiera)         | A     | Emilio Volpicelli      |
| 24 | Italia (bandiera)         | A     | Riccardo Bocalon       |
| 25 | Italia (bandiera)         | D     | Marco Migliorini       |
| 27 | Italia (bandiera)         | A     | Francesco Orlando      |
| 28 | Italia (bandiera)         | C     | André Anderson         |
| 29 | Italia (bandiera)         | D     | Romano Perticone       |
| 30 | Gambia (bandiera)         | A     | Lamin Jallow           |
| 31 | Venezuela (bandiera)      | C     | Franco Signorelli      |
| 32 | Italia (bandiera)         | C     | Andrea Mazzarani       |
| 34 | Italia (bandiera)         | P     | Daniele Lazzari        |

## Calciomercato

### Sessione estiva(dal 01/07 al 17/08)
| Acquisti | Acquisti             | Acquisti          | Acquisti                |
| R.       | Nome                 | da                | Modalità                |
| -------- | -------------------- | ----------------- | ----------------------- |
| P        | Daniele Lazzari      | Lupa Roma         | svincolato              |
| P        | Alessandro Micai     | Bari              | svincolato              |
| P        | Gianmarco Vannucchi  | Alessandria       | definitivo              |
| D        | Guillaume Gigliotti  | Ascoli            | definitivo (0,20 mln €) |
| D        | Maryan Hutsol        | Agropoli          | fine prestito           |
| D        | Marco Migliorini     |                   | svincolato              |
| D        | Romano Perticone     | Cesena            | svincolato              |
| C        | Daniele Altobelli    | Pro Vercelli      | definitivo (0,25 mln €) |
| C        | Djavan Anderson      | Lazio             | prestito                |
| C        | Nicola Bellomo       | Sambenedettese    | svincolato              |
| C        | Luca Castiglia       | Pro Vercelli      | definitivo (0,25 mln €) |
| C        | Davide Di Gennaro    | Lazio             | prestito                |
| C        | Francesco Di Tacchio | Avellino          | svincolato              |
| C        | Andrea Mazzarani     | Catania           | svincolato              |
| C        | Antonio Palumbo      | Sampdoria         | prestito                |
| C        | Giuseppe Rizzo       | Catania           | fine prestito           |
| C        | Oliver Urso          | Cesena            | svincolato              |
| A        | Sofiane Ahmed-Kadi   | Alessandria       | fine prestito           |
| A        | Alex                 | Pro Vercelli      | fine prestito           |
| A        | André Anderson       | Lazio             | prestito                |
| A        | Valerio Baldassi     | Real Monterotondo | definitivo              |
| A        | Nevio Carrafiello    | Rieti             | fine prestito           |
| A        | Emanuele Cicerelli   | Pordenone         | fine prestito           |
| A        | Milan Đurić          | Bristol City      | definitivo (0,65 mln €) |
| A        | Lamin Jallow         | Chievo            | prestito                |
| A        | Francesco Orlando    | Lazio             | svincolato              |
| A        | Roberto              | Arouca            | fine prestito           |
| A        | Emilio Volpicelli    | FC Francavilla    | svincolato              |
| A        | Agustín Vuletich     | Rionegro Águilas  | svincolato              |

| Cessioni | Cessioni              | Cessioni        | Cessioni               |
| R.       | Nome                  | a               | Modalità               |
| -------- | --------------------- | --------------- | ---------------------- |
| P        | Marius Adamonis       | Lazio           | fine prestito          |
| P        | Michalis Iliadis      |                 | svincolato             |
| P        | Boris Radunović       | Atalanta        | fine prestito          |
| D        | Patrick Asmah         | Atalanta        | fine prestito          |
| D        | Maryan Hutsol         | Gelbison        | definitivo             |
| D        | Sedrick Kalombo       | Pro Piacenza    | prestito               |
| D        | Salvatore Monaco      | Perugia         | fine prestito          |
| D        | Ștefan Popescu        |                 | svincolato             |
| D        | Alessandro Tuia       | Benevento       | svincolato             |
| C        | Daniele Altobelli     | Ternana         | prestito               |
| C        | Francesco Della Rocca | Padova          | svincolato             |
| C        | Sofian Kiyine         | Chievo          | fine prestito          |
| C        | Joseph Minala         | Lazio           | fine prestito          |
| C        | Matteo Ricci          | Roma            | fine prestito          |
| C        | Giuseppe Rizzo        | Catania         | definitivo             |
| C        | Alessandro Totaro     | Avellino        | prestito               |
| C        | Oliver Urso           | Pro Piacenza    | prestito               |
| C        | Antonio Zito          | Casertana       | svincolato             |
| A        | Sofiane Ahmed-Kadi    | Pro Piacenza    | prestito               |
| A        | Alex                  | Vitória Setúbal | definitivo             |
| A        | Giovanni Cappiello    | Paganese        | prestito               |
| A        | Nevio Carrafiello     | Portici         | definitivo             |
| A        | Emmanuele Cicerelli   | Foggia          | prestito               |
| A        | Nunzio Di Roberto     | Juve Stabia     | definitivo             |
| A        | Simone Palombi        | Lazio           | fine prestito          |
| A        | Roberto               | Estoril Praia   | svincolato             |
| A        | Alessandro Rossi      | Lazio           | fine prestito          |
| A        | Mattia Sprocati       | Lazio           | definitivo (2,5 mln €) |
| A        | Emilio Volpicelli     | Pro Piacenza    | prestito               |

### Sessione invernale(dal 03/01 al 31/01)
| Acquisti | Acquisti          | Acquisti       | Acquisti      |
| R.       | Nome              | da             | Modalità      |
| -------- | ----------------- | -------------- | ------------- |
| D        | Tiago Casasola    | Lazio          | prestito      |
| D        | Sedrick Kalombo   | Pro Piacenza   | fine prestito |
| D        | Walter López      | Ternana        | definitivo    |
| D        | Hysen Memolla     | Hajduk Spalato | definitivo    |
| C        | Vincenzo Garofalo | Pro Piacenza   | svincolato    |
| C        | Joseph Minala     | Lazio          | prestito      |
| C        | Alessandro Totaro | Avellino       | fine prestito |
| C        | Oliver Urso       | Pro Piacenza   | fine prestito |
| A        | Emanuele Calaiò   | Parma          | definitivo    |
| A        | Lamin Jallow      | Chievo         | definitivo    |
| A        | Emilio Volpicelli | Pro Piacenza   | fine prestito |

| Cessioni | Cessioni          | Cessioni  | Cessioni      |
| R.       | Nome              | a         | Modalità      |
| -------- | ----------------- | --------- | ------------- |
| D        | Tiago Casasola    | Lazio     | definitivo    |
| D        | Sedrick Kalombo   | Rimini    | prestito      |
| D        | Luigi Vitale      | Verona    | definitivo    |
| C        | Nicola Bellomo    | Reggina   | definitivo    |
| C        | Luca Castiglia    | Ternana   | prestito      |
| C        | Vincenzo Garofalo | Rieti     | prestito      |
| C        | Antonio Palumbo   | Sampdoria | fine prestito |
| C        | Franco Signorelli | Voluntari | prestito      |
| C        | Oliver Urso       |           | svincolato    |
| A        | Riccardo Bocalon  | Venezia   | definitivo    |

## Risultati

### Serie B

#### Girone di andata
| Salerno 25 agosto 2018, ore 18:00 CEST 1ª giornata | Salernitana           | 0 – 0 referto | Palermo | Stadio Arechi (12 979 spett.)\| Arbitro: \| Abbattista (Molfetta) \| |
| Arbitro:                                           | Abbattista (Molfetta) |               |         |                                                                      |

| Arbitro: | Di Martino (Teramo) |

|                      |           |                             |
| Mancosu 4’ Falco 81’ | Marcatori | 71’ Bocalon 90+1’ Castiglia |

| Arbitro: | Di Paolo (Avezzano) |

|                                             |           |  |
| Di Tacchio 26’ Casasola 65’ D. Anderson 69’ | Marcatori |  |

| Arbitro: | Pezzuto (Lecce) |

|                                                     |           |  |
| Maggio 30’ Improta 74’ R. Insigne 89’ Asencio 90+6’ | Marcatori |  |

| Arbitro: | Illuzzi (Molfetta) |

|                |           |             |
| Di Tacchio 61’ | Marcatori | 8’ Ninković |

| Arbitro: | Aureliano (Bologna) |

|            |           |  |
| Jallow 68’ | Marcatori |  |

| Cremona 6 ottobre 2018, ore 15:00 CEST 7ª giornata | Cremonese                | 0 – 0 referto | Salernitana | Stadio Giovanni Zini (7 629 spett.)\| Arbitro: \| Guccini (Albano Laziale) \| |
| Arbitro:                                           | Guccini (Albano Laziale) |               |             |                                                                               |

| Arbitro: | Piccinini (Forlì) |

|                            |           |                 |
| Mazzarani 56’ Casasola 77’ | Marcatori | 60’ (rig.) Vido |

| Arbitro: | Ros (Pordenone) |

|          |           |             |
| Simy 85’ | Marcatori | 50’ Bocalon |

| Arbitro: | Rapuano (Rimini) |

|                             |           |                |
| Bocalon 31’, 88’ Pucino 61’ | Marcatori | 75’ Di Gennaro |

| Arbitro: | Minelli (Varese) |

|             |           |  |
| Domizzi 31’ | Marcatori |  |

| Arbitro: | Dionisi (L'Aquila) |

|             |           |  |
| Bocalon 15’ | Marcatori |  |

| 24 novembre 2018 13ª giornata |  | – Turno di riposo Salernitana |  |  |

| Arbitro: | Giua (Olbia) |

|                                  |           |            |
| Strizzolo 34’, 61’ Schenetti 53’ | Marcatori | 49’ Rosina |

| Arbitro: | Piscopo (Imperia) |

|                |           |                           |
| Di Tacchio 90’ | Marcatori | 5’, 9’, 32’ A. Donnarumma |

| Arbitro: | Massimi (Termoli) |

|                                    |           |                         |
| Pasciuti 45’ Sabbione 59’ Vano 81’ | Marcatori | 85’ Casasola 89’ Rosina |

| Arbitro: | Baroni (Firenze) |

|              |           |  |
| Vitale 90+2’ | Marcatori |  |

| Cosenza 27 dicembre 2018, ore 21:00 CET 18ª giornata | Cosenza            | 0 – 0 referto | Salernitana | Stadio San Vito-Gigi Marulla (12 375 spett.)\| Arbitro: \| Marinelli (Tivoli) \| |
| Arbitro:                                             | Marinelli (Tivoli) |               |             |                                                                                  |

| Arbitro: | Pillitteri (Palermo) |

|                              |           |                                        |
| Pucino 13’ Vitale 36’ (rig.) | Marcatori | 37’, 60’, 80’ Mancuso 52’ Scognamiglio |

#### Girone di ritorno
| Arbitro: | Dionisi (L'Aquila) |

|            |           |                                |
| Jajalo 17’ | Marcatori | 41’ A. Anderson 90+3’ Casasola |

| Arbitro: | Maggioni (Lecco) |

|                 |           |                        |
| A. Anderson 71’ | Marcatori | 4’ Mancosu 20’ Palombi |

| Padova 2 febbraio 2019, ore 15:00 CET 22ª giornata | Padova              | 0 – 0 referto | Salernitana | Stadio Euganeo (6 865 spett.)\| Arbitro: \| Di Martino (Teramo) \| |
| Arbitro:                                           | Di Martino (Teramo) |               |             |                                                                    |

| Arbitro: | Abbattista (Molfetta) |

|  |           |                  |
|  | Marcatori | 49’ (aut.) Micai |

| Arbitro: | Minelli (Varese) |

|                         |           |                                           |
| Ninković 3’ Beretta 48’ | Marcatori | 13’ Calaiò 18’ Casasola 40’, 90+6’ Jallow |

| Arbitro: | Serra (Torino) |

|             |           |  |
| Pazzini 70’ | Marcatori |  |

| Arbitro: | Illuzzi (Molfetta) |

|                       |           |  |
| Minala 61’ Jallow 68’ | Marcatori |  |

| Arbitro: | Guccini (Albano Laziale) |

|                             |           |              |
| Verre 28’ Sadiq 31’ Han 71’ | Marcatori | 35’ Casasola |

| Arbitro: | Volpi (Arezzo) |

|  |           |               |
|  | Marcatori | 11’, 55’ Simy |

| Arbitro: | Di Paolo (Avezzano) |

|           |           |  |
| Rocca 23’ | Marcatori |  |

| Arbitro: | Piscopo (Imperia) |

|           |           |             |
| Đurić 80’ | Marcatori | 10’ Bocalon |

| Arbitro: | Di Martino (Teramo) |

|                           |           |           |
| Mora 58’ Capradossi 90+4’ | Marcatori | 43’ Đurić |

| 6 aprile 2019 32ª giornata |  | – Turno di riposo Salernitana |  |  |

| Arbitro: | Baroni (Firenze) |

|                               |           |                      |
| Đurić 6’, 59’, 71’ Minala 62’ | Marcatori | 13’ Moncini 19’ Iori |

| Arbitro: | Pezzuto (Lecce) |

|                                                       |           |  |
| Tremolada 3’ Torregrossa 37’ A. Donnarumma 59’ (rig.) | Marcatori |  |

| Arbitro: | Pillitteri (Palermo) |

|                      |           |                                                                |
| Đurić 18’ Calaiò 33’ | Marcatori | 8’ (rig.), 31’ Cissé 48’ Crociata 80’ Sabbione 90+3’ Arrighini |

| Arbitro: | Ros (Pordenone) |

|                                           |           |            |
| Deli 19’ L. Greco 19’ (rig.) Iemmello 59’ | Marcatori | 58’ Jallow |

| Arbitro: | Guccini (Albano Laziale) |

|            |           |                            |
| Rosina 63’ | Marcatori | 44’ Garritano 90’ Palmiero |

| Arbitro: | Nasca (Bari) |

|                             |           |  |
| Bettella 78’ D. Ciofani 90’ | Marcatori |  |

#### Play-out
| Arbitro: | Di Paolo (Avezzano) |

|                      |           |              |
| Đurić 14’ Jallow 25’ | Marcatori | 90+1’ Zigoni |

| Arbitro: | Aureliano (Bologna) |

|                                     |                      |                                   |
| Modolo 41’                          | Marcatori            |                                   |
| Domizzi Suciu Bentivoglio Coppolaro | Tiri di rigore 2 – 4 | Casasola Calaiò Pucino Di Tacchio |

### Coppa Italia
| Arbitro: | Di Paolo (Avezzano) |

|                                                                      |           |           |
| Bocalon 33’, 68’ Vuletich 62’ Volpicelli 81’ Odjer 84’ Castiglia 90’ | Marcatori | 61’ Bruno |

| Arbitro: | Pairetto (Nichelino) |

|                     |           |  |
| Curraino 3’ Mota 6’ | Marcatori |  |

## Statistiche

### Statistiche di squadra
| Competizione | Punti | In casa | In casa | In casa | In casa | In casa | In casa | In trasferta | In trasferta | In trasferta | In trasferta | In trasferta | In trasferta | Totale | Totale | Totale | Totale | Totale | Totale | D.R. |
| Competizione | Punti | G       | V       | N       | P       | GF      | GS      | G            | V            | N            | P            | GF           | GS           | G      | V      | N      | P      | GF     | GS     | D.R. |
| ------------ | ----- | ------- | ------- | ------- | ------- | ------- | ------- | ------------ | ------------ | ------------ | ------------ | ------------ | ------------ | ------ | ------ | ------ | ------ | ------ | ------ | ---- |
| Serie B      | 38    | 18      | 8       | 3       | 7       | 26      | 25      | 18           | 2            | 5            | 11           | 15           | 32           | 36     | 10     | 8      | 18     | 41     | 57     | -16  |
| Coppa Italia | -     | 1       | 1       | 0       | 0       | 6       | 1       | 1            | 0            | 0            | 1            | 0            | 2            | 2      | 1      | 0      | 1      | 6      | 3      | +3   |
| Totale       | 38    | 19      | 9       | 3       | 7       | 32      | 26      | 19           | 2            | 5            | 12           | 15           | 34           | 38     | 11     | 8      | 19     | 47     | 60     | -13  |

### Andamento in campionato
| Giornata  | 1  | 2  | 3 | 4  | 5  | 6 | 7  | 8 | 9 | 10 | 11 | 12 | 13 | 14 | 15 | 16 | 17 | 18 | 19 | 20 | 21 | 22 | 23 | 24 | 25 | 26 | 27 | 28 | 29 | 30 | 31 | 32 | 33 | 34 | 35 | 36 | 37 | 38 |
| --------- | -- | -- | - | -- | -- | - | -- | - | - | -- | -- | -- | -- | -- | -- | -- | -- | -- | -- | -- | -- | -- | -- | -- | -- | -- | -- | -- | -- | -- | -- | -- | -- | -- | -- | -- | -- | -- |
| Luogo     | C  | T  | C | T  | C  | C | T  | C | T | C  | T  | C  | –  | T  | C  | T  | C  | T  | C  | T  | C  | T  | C  | T  | T  | C  | T  | C  | T  | C  | T  | –  | C  | T  | C  | T  | C  | T  |
| Risultato | N  | N  | V | P  | N  | V | N  | V | N | V  | P  | V  | –  | P  | P  | P  | V  | N  | P  | V  | P  | N  | P  | V  | P  | V  | P  | P  | P  | N  | P  | –  | V  | P  | P  | P  | P  | P  |
| Posizione | 14 | 11 | 4 | 11 | 10 | 7 | 10 | 5 | 7 | 3  | 4  | 3  | 6  | 7  | 9  | 12 | 8  | 10 | 11 | 8  | 10 | 10 | 10 | 9  | 10 | 9  | 10 | 10 | 10 | 9  | 12 | 13 | 13 | 13 | 13 | 14 | 14 | 15 |

Legenda:

Luogo: C = Casa; T = Trasferta. Risultato: V = Vittoria; N = Pareggio; P = Sconfitta.